# Kamikaze (avión récord de 1937)
Este artículo se refiere a un avión Mitsubishi Ki-15. Para los ataques suicidas llevados a cabo por pilotos y submarinistas japoneses durante la Segunda Guerra Mundial, véase Kamikaze.
El Kamikaze (神風号 Kamikaze-gō?) fue un Mitsubishi Ki-15 Karigane (con matrícula J-BAAI), financiado por el periódico Asahi Shimbun. Se hizo famoso el 9 de abril de 1937 al ser el primer avión japonés en volar desde Japón a Europa. El vuelo desde Tokio a Londres tomó 51 horas, 17 minutos y 23 segundos, siendo pilotado por Masaaki Iinuma (1912-1941), con Kenji Tsukagoshi (1900-1943) como navegante.

## Trasfondo
En la década de 1930, con el rápido mejoramiento del desempeño de los aviones, las carreras aéreas y los récords de vuelos de larga distancia eran muy populares en Europa y Estados Unidos, siendo empleados con frecuencia como eventos publicitarios por los periódicos. Un periódico francés ofreció un sustancial premio monetario al primer avión que vuele desde París a Tokio en 100 horas. Varios aviadores fracasaron en el intento, incluso André Japy, el aviador francés cuyo avión se estrelló en las montañas de Kyūshū durante el último tramo de su intento por batir el récord desde París a Tokio.
En la década de 1930, los diseñadores de aviones japoneses tenían como gran prioridad maximizar la autonomía, a fin de enlazar el archipiélago japonés con las posesiones de ultramar del Imperio del Japón en Taiwán, Corea, Manchuria y el Mandato del Pacífico Sur. Las capacidades de largo alcance también fueron tomadas en cuenta en el desarrollo de aviones militares previendo futuros conflictos en China y sobre el océano Pacífico - potenciales teatros de guerra - que ofrecían pocos aeródromos para que los aviones pudieran repostar combustible.
El vuelo récord a Europa del Kamikaze-go matriculado J-BAAI fue financiado por el diario Asahi Shimbun para la toma y filmación de fotografías y películas aéreas con motivo de la coronación del Rey Jorge VI, así como un vuelo de buena voluntad a diversos países europeos.

## El vuelo récord
El Kamikaze-go despegó del aeródromo de Tachikawa a las 2:12:04 p. m. del 6 de abril de 1937, con gran pompa. El avión voló desde Tokio vía Taipéi a Hanói y Vientián en la Indochina francesa, después vía Calcuta y Karachi en la India británica a Basora y Bagdad , luego a Atenas, Roma y París.
El avión aterrizó en el aeropuerto londinense de Croydon frente a una multitud de espectadores a las 3:30 p. m. del 9 de abril. El tiempo total transcurrido desde el despegue fue de 94 horas, 17 minutos y 56 segundos, con un tiempo de vuelo para la distancia de 15.357 km de 51 horas, 19 minutos y 23 segundos (con una velocidad promedio de 162,8 km/h). El vuelo fue el primer récord homologado por la Federación Aeronáutica Internacional en ser ganado por japoneses.
Este vuelo a Europa hizo que el piloto Masaaki Iinuma (con 26 años en aquel entonces), fuese considerado un héroe nacional y aclamado como el "Lindbergh japonés". Tanto el piloto como el navegante Kenji Tsukagoshi fueron condecorados con la Legión de Honor por el gobierno francés.
El 12 de abril, solo unos cuantos días después del vuelo récord, el Kamikaze-go llevó al Príncipe Chichibu (hermano menor del emperador Hirohito) y a su esposa, que estaban visitando Inglaterra con motivo de la coronación, de viaje. Un mes después, el 12 de mayo, fue empleado para filmar desde el aire las ceremonias de coronación del rey Jorge VI y su esposa Elizabeth. El Kamikaze-go voló de vuelta a Japón, realizando la misma ruta de ida en dirección opuesta, partiendo de Londres el 14 de mayo y llegando a Osaka el 20, para finalmente llegar al aeropuerto de Haneda en Tokio el 21 de mayo.
Masaaki Iimunna, piloto del Kamikaze, sirvió después como piloto de pruebas para el autogiro Kayaba Ka-1 a partir de mayo de 1941. Posteriormente murió en un accidente al ser alcanzado por una hélice el 11 de diciembre de 1941, en un aeródromo cerca de Nom Pen, en la ex Indochina francesa , sin embargo, su muerte fue oficialmente reportada como una baja en combate, tenía 29 años. En julio de 1943, Kenji Tsukagoshi, exnavegante del Kamikaze, partió como ingeniero de vuelo desde Singapur con rumbo a Sarabus, ahora Hvardiiske, Crimea (en aquel entonces en poder de los alemanes) en el prototipo del avión experimental de largo alcance Tachikawa Ki-77, pero desapareció sobre el océano Índico. Se considera que probablemente fue interceptado y derribado por aviones británicos, ya que estaban al corriente del vuelo y su ruta gracias a los analistas expertos en decodificación de la máquina Enigma en Bletchley Park , que interceptaron el mensaje enviado a Sarabus advirtiendo de su inminente llegada.
Tras su regreso a Japón, el Kamikaze-go continuó operando activamente en una variedad de tareas para el Asahi Shimbun. Sin embargo, durante un vuelo de regreso desde el sur de China, se topó con una tormenta y tuvo que amerizar en el sur de Taiwán. Después de ser recuperado fue puesto en exhibición en el "Centro Memorial Kamikaze" de Ikoma, en la Prefectura de Nara. El local fue destruido en la Segunda Guerra Mundial.
Para conmemorar el vuelo de 1937, el Asahi Shimbun produjo juegos de vasos y botellas para sake decorados con la imagen del avión. Estos juegos tienen poco valor en el mercado de piezas de colección.[cita requerida]

## Música clásica
El vuelo del Kamikaze y su exitoso viaje inspiraron al compositor Hisato Ozawa para componer el Concierto para piano No. 3 Kamikaze. Esta obra musical se ha vuelto más conocida en fechas recientes gracias a su lanzamiento en CD por la discográfica Naxos en 2005.